# Ronald Grabe
Ronald Grabe (ur. 13 czerwca 1945 w Nowym Jorku) – amerykański lotnik i astronauta.

## Życiorys
W 1962 ukończył Stuyvesant High School w Nowym Jorku, w 1966 uzyskał dyplom inżyniera w United States Air Force Academy, 1966-1967 studiował aeronautykę w Technische Hochschule w Darmstadt, następnie wrócił do USA i szkolił się na pilota w Randolph Air Force Base w Teksasie. Później służył m.in. w bazie lotniczej k. miasta Biên Hoà w Wietnamie Południowym, uczestnicząc w 200 misjach bojowych, po powrocie do USA 1974-1975 szkolił się na pilota doświadczalnego, a 1976-1979 w ramach wymiany był pilotem doświadczalnym w W. Brytanii. Następnie został instruktorem lotniczym. Ma wylatane ponad 5500 godzin. 19 maja 1980 został wybrany kandydatem NASA na astronautę, zakwalifikował się w sierpniu 1981. Uczestniczył w czterech misjach kosmicznych – w dwóch pierwszych jako pilot, w dwóch następnych jako dowódca.
Od 3 do 7 października 1985 brał udział w misji STS-51-J trwającej 4 dni, godzinę i 44 minuty; start nastąpił z Centrum Kosmicznego im. Johna F. Kennedy’ego na Florydzie, a lądowanie w Edwards Air Force Base w Kalifornii. Od 4 do 8 maja 1989 był pilotem misji STS-30 trwającej 4 dni i 56 minut. Wyniesiono wówczas na orbitę sondę kosmiczną Magellan przeznaczoną do badania Wenus. Od 22 do 30 stycznia 1992 dowodził misją STS-42 trwającą 8 dni, godzinę i 42 minuty. Przeprowadzono wówczas eksperymenty w laboratorium Spacelab IML-1 (International Microgravity Laboratory). Od 21 czerwca do 1 lipca 1993 był dowódcą misji STS-57 trwającej 9 dni, 23 godziny i 44 minuty, podczas której prowadzono eksperymenty na pokładzie nowego laboratorium SpaceHab-RSM i dostarczono na Ziemię satelitę Eureca 1 (European Retrievable Carrier).
Łącznie spędził w kosmosie 26 dni, 3 godziny i 38 minut. Opuścił NASA 11 kwietnia 1994.